# Simona Quadarella
Simona Quadarella (Róma, 1998. december 18. – ) világbajnok és háromszoros Európa-bajnok olasz úszónő.

## Pályafutása
2017-ben, a budapesti úszó-világbajnokságon debütált a felnőtt mezőnyben, ahol 1500 méteres gyorsúszásban bronzérmet szerzett Katie Ledecky és Mireia Belmonte mögött. A 2017-es nyári universiadén 800 és 1500 méteren is aranyérmes lett, a rövid pályás Európa-bajnokságon pedig 800 méteren bronzot szerzett. A 2018-as Mediterrán Játékokon 400 és 800 méteren is győzni tudott, a 2018-as Európa-bajnokságon pedig mind a három számában (400, 800, 1500 m) Európa-bajnok lett.
A 2019-es világbajnokságon Ledecky visszalépését követően ő jutott a döntőbe legjobb idővel, ahol fölényes győzelmet aratva, 15:40,89-es idővel megszerezte első világbajnoki aranyérmét. 2019 végén, a skóciai Glasgow-ban rendezett rövid pályás úszó-Európa-bajnokságon két aranyérmet is sikerült begyűjtenie, 400 és 800 méter gyorson.
2019-ben ő tartja az olasz rekordot női 800 méteres gyorsúszásban (8:16,45), amit 2018-ban ért el a glasgowi Európa-bajnokságon szerzett győzelme során.